# Leo Van Der Elst
Leo Van Der Elst (3 de janeiro de 1962) é um ex-futebolista belga que competiu na Copa do Mundo FIFA de 1986.